# Mahaboboka
Mahaboboka is een plaats en commune in het zuiden van Madagaskar, behorend tot het district Sakaraha, dat gelegen is in de regio Atsimo-Andrefana. Het ligt gelegen aan de Route nationale 7. Tijdens een volkstelling in 2001 telde de plaats 3.450 inwoners.
De plaats biedt naast lager onderwijs ook middelbaar onderwijs aan. 80% van de bevolking werkt als landbouwer, 10% houdt zich bezig met veeteelt en 2% verdient zijn brood als visser. Het belangrijkste landbouwproduct is rijst; andere belangrijke producten zijn maniok en zoete aardappelen. Verder is 8% actief in de dienstensector.

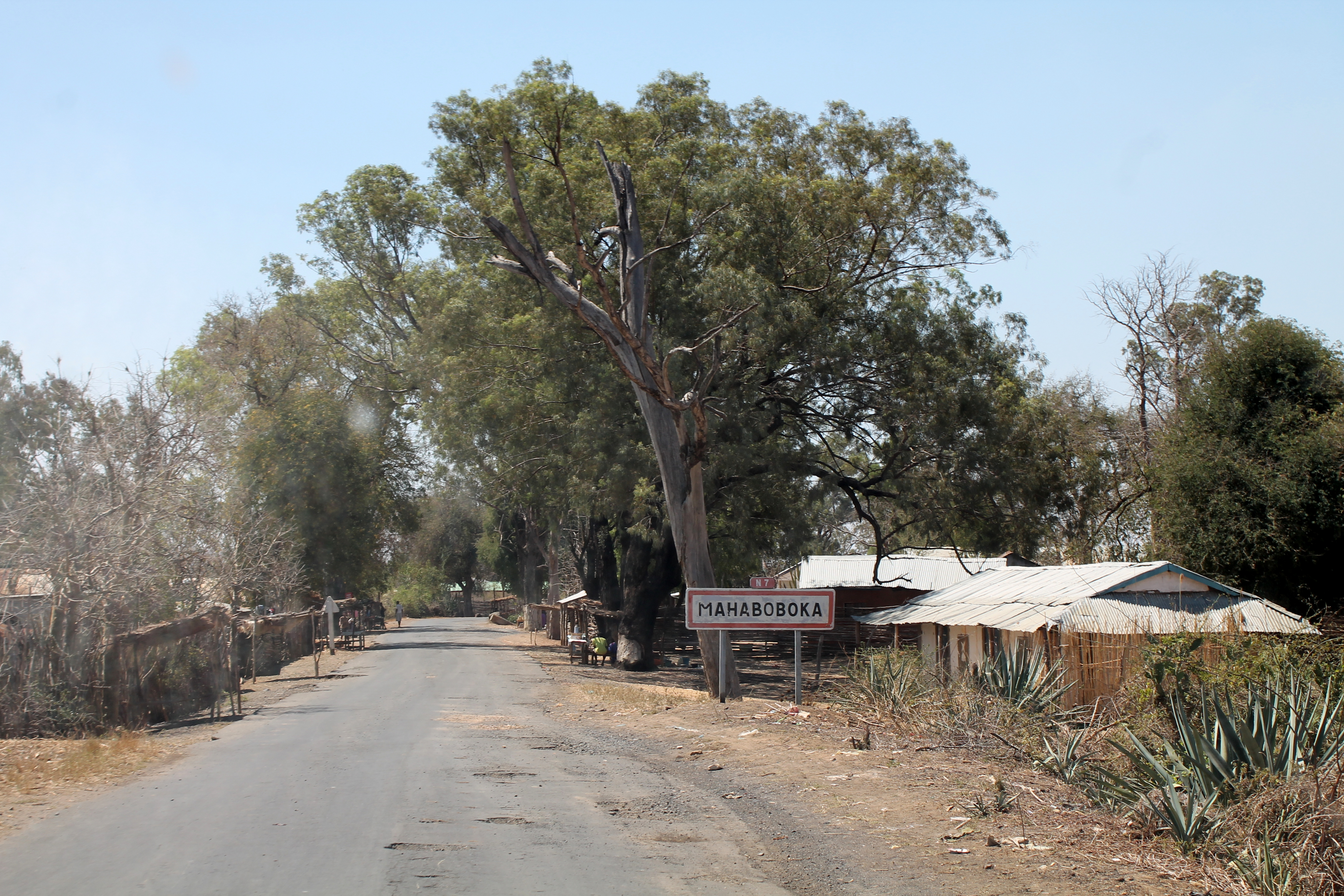
De Route nationale 7 door het dorp